# Rippingale
Rippingale est une paroisse civile et un village du Lincolnshire, en Angleterre.